# L’Île-Bouchard
L’Île-Bouchard ist eine französische Gemeinde mit 1590 Einwohnern (Stand 1. Januar 2022) im Département Indre-et-Loire in der Region Centre-Val de Loire; sie gehört zum Arrondissement Chinon und zum Kanton Sainte-Maure-de-Touraine. 1947 wurde der Ort Saint-Gilles-de-l’Île-Bouchard eingemeindet. Seiher liegt die Gemeinde beiderseits des Flusses Vienne, in den hier der Nebenfluss Manse einmündet.
Die Kirche Notre-Dame de la Prière ist ein Marienwallfahrtsort. Das Gemeindegebiet ist Bestandteil des Regionalen Naturparks Loire-Anjou-Touraine.

## Bevölkerungsentwicklung
- 1962: 1315
- 1968: 1609
- 1975: 1762
- 1982: 1796
- 1990: 1800
- 1999: 1764
- 2018: 1541

## Sehenswürdigkeiten

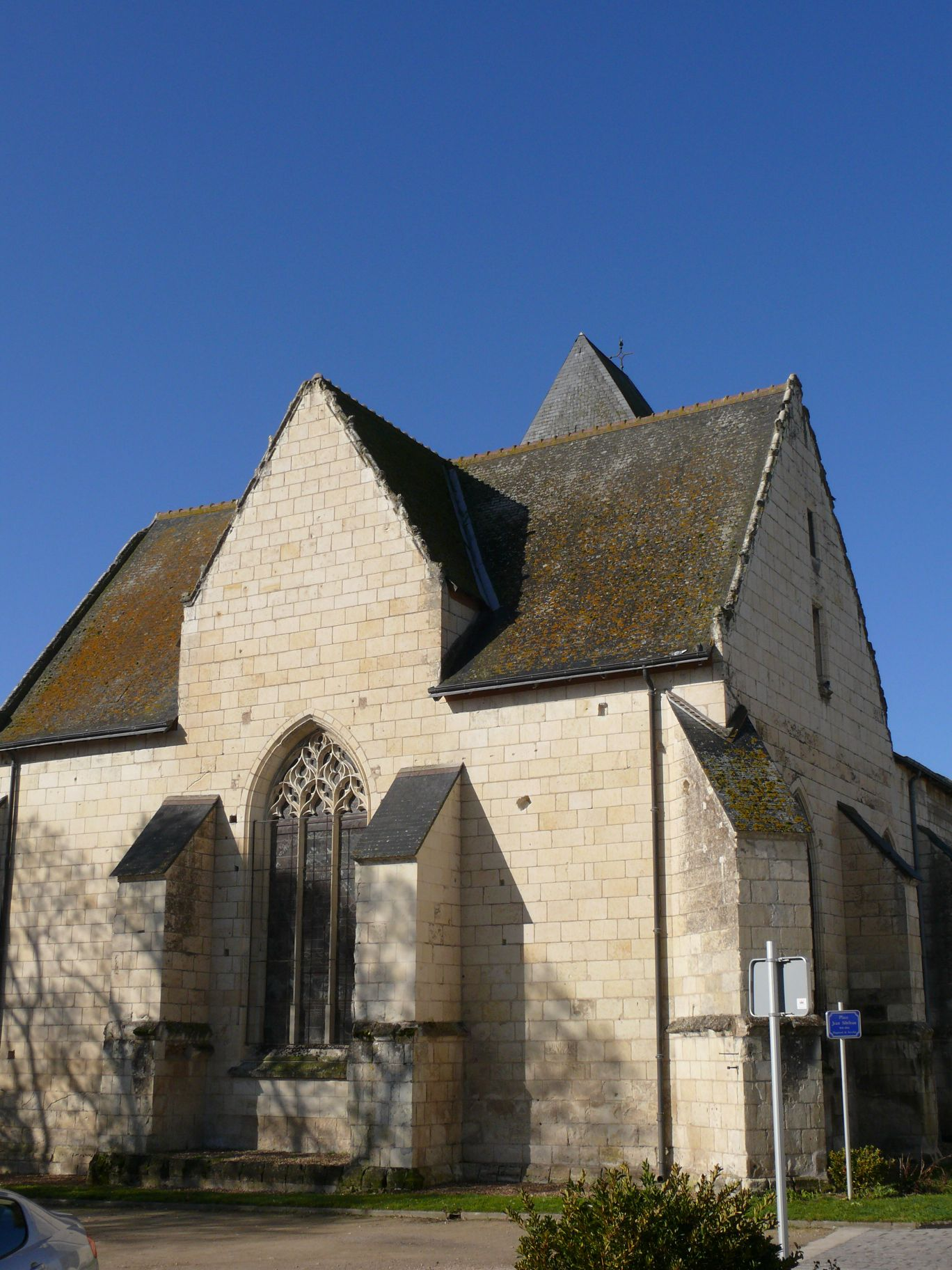
Kirche Saint-Gilles
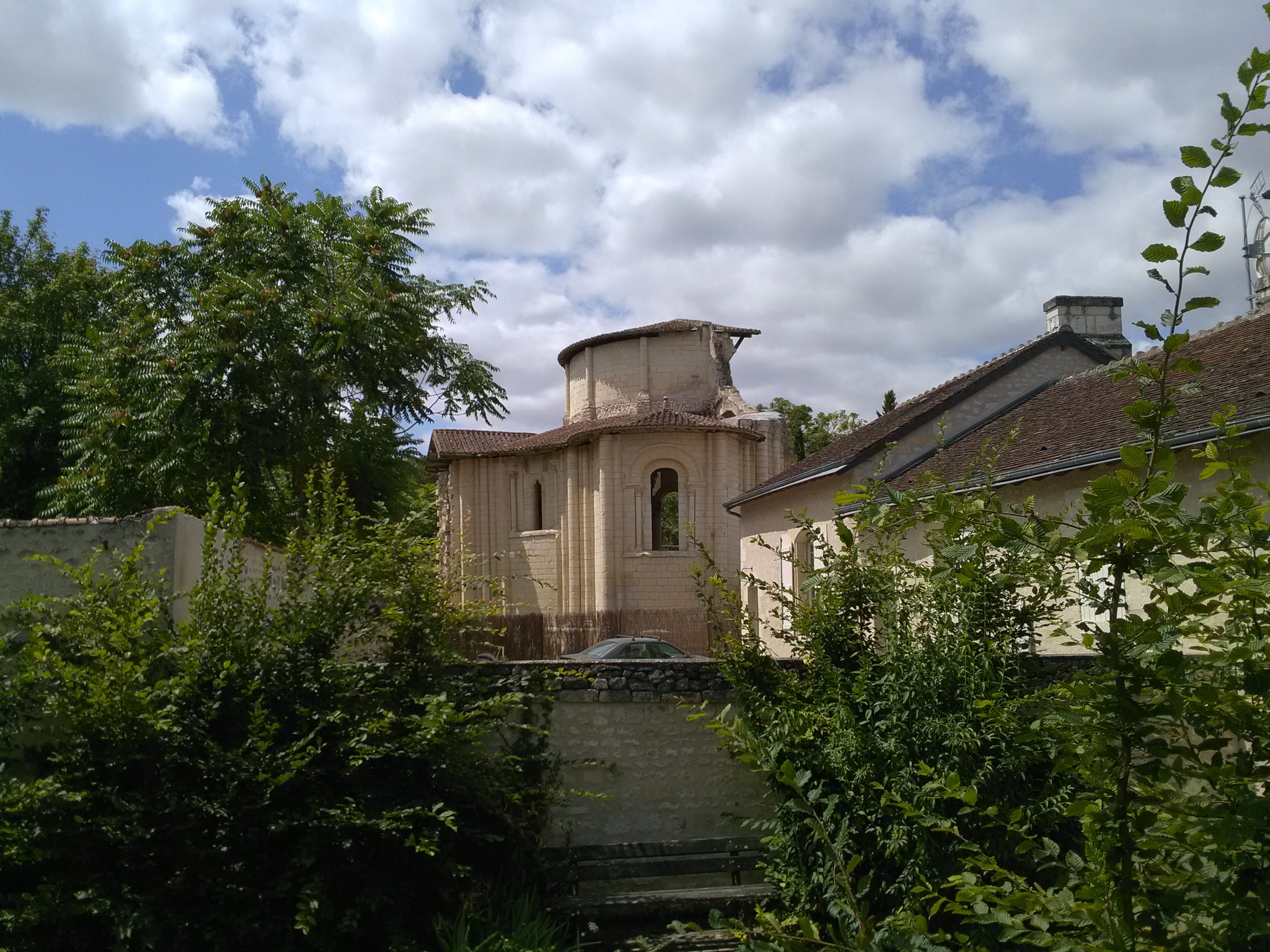
Priorei Saint-Léonard

- Kirche Saint-Gilles
- Priorei Saint-Léonard